# Mawsynram
Mawsynram är en by i Khasibergen i distriktet East Khasi Hill i den indiska delstaten Meghalaya.
Mawsynram är den plats i världen som har störst nederbörd. Under ett år faller 11 872 millimeter regn här. Den brittiska geografen Nick Middleton beskriver i sin bok Going to Extremes (ISBN 0-330-49384-1) hur befolkningen i byn lever i dessa stora mängder regn.